# Trachypleurosum
Trachypleurosum är ett släkte av rundmaskar. Trachypleurosum ingår i familjen Trachypleurosidae.
Trachypleurosum är enda släktet i familjen Trachypleurosidae.
Kladogram enligt Catalogue of Life:
| Trachypleurosum | \| \| Trachypleurosum coformis \| \| \| \| \| \| Trachypleurosum labyrinthostoma \| \| \| \| |
|                 | \| \| Trachypleurosum coformis \| \| \| \| \| \| Trachypleurosum labyrinthostoma \| \| \| \| |
|                 | Trachypleurosum coformis                                                                     |
|                 |                                                                                              |
|                 | Trachypleurosum labyrinthostoma                                                              |
|                 |                                                                                              |